# Breinum
Breinum ist ein südlicher Ortsteil der Stadt Bad Salzdetfurth in Niedersachsen. Durch den Ort führt die Landesstraße 482. Südlich von Breinum ist noch die Trasse der 1966 stillgelegten Bahnstrecke Elze-Bodenburg zu sehen.

## Geschichte
Erste Erwähnung fand Breinum im Jahr 1147. Um 1220 bis in das 14. Jahrhundert wurde der Ort Breinim genannt. Die Edelherren von Meinersen gaben um 1220 den ½ Zehnt als Lehen an die Brüder Heinrich und Anno von Heimburg.
Der Name des Ortes leitet sich vermutlich aus Brand und Heim ab. Zu Beginn des 20. Jahrhunderts zählte Breinum 489 Einwohner.
Am 1. März 1974 wurde Breinum, das bis dahin zum Landkreis Alfeld (Leine) gehörte, in die Stadt Bad Salzdetfurth (Landkreis Hildesheim) eingegliedert.

## Politik

### Ortsrat
Der Ortsrat, der den Ortsteil Breinum vertritt, setzt sich aus fünf Mitgliedern zusammen. Die Ratsmitglieder werden durch eine Kommunalwahl für jeweils fünf Jahre gewählt.
Bei der Kommunalwahl 2021 ergab sich folgende Sitzverteilung:
| Ortsrat 2021Insgesamt 5 Sitze - SPD: 4 - CDU: 1 |

### Ortsbürgermeister
Der Ortsbürgermeister ist Gustav Beckmann (SPD). Seine Stellvertreterin ist Sina Beckmann (SPD).

### Wappen
Der Gemeinde wurde das Ortswappen am 2. November 1938 durch den Oberpräsidenten der Provinz Hannover verliehen. Der Landrat aus Alfeld überreichte es am 15. Februar 1939.
| Wappen von Breinum | Blasonierung: „Auf Rot neben einem bis zum Ansatz der Zweige sichtbaren, nicht belaubten silbernen Thiebaum ein barhäuptig stehender silberner Mann in offenem langen Leinenkittel und Schaftstiefeln, der als Zeichen seines Richteramtes in der erhobenen Rechten einen goldenen Stab, in der Linken am Körper eine gerollte silberne Urkunde mit goldenem Siegel hält.“ |
| Wappen von Breinum | Wappenbegründung: Breinum ist während des Mittelalters Versammlungsstätte eines Freiendings gewesen. In Erinnerung an diese Tatsache hat der Ort sich dieses Wappen erarbeitet, das Bürgermeister und Gemeinderat einstimmig zum Wahrzeichen der Gemeinde erhoben. |

## Kultur und Sehenswürdigkeiten
- In der Heimatstube Breinum werden Bilder, Dokumente, Haushaltsgeräte und Spielsachen aus den letzten Jahrhunderten ausgestellt.
- Im Zentrum des Dorfes steht die im Jahr 1207 erstmals erwähnte Marienkirche mit ihrem spätromanischen Westturm. Das Kirchenschiff aus der Zeit der Spätgotik wurde 1794 erneuert.[8] Im Innern sind neben dem barocken Taufengel vor allem der Kanzelaltar aus Holz, der 1722/28 von dem Bockenemer Bildhauer Johann Heinrich Fahrenholz angefertigt wurde, sowie die 1747/48 von dem Hildesheimer Kunstmaler Schulze bemalte Holzdecke beachtenswert.
- Am südlichen Rand Breinums ist noch der Haltepunkt Breinum der stillgelegten Bahnstrecke Elze–Bodenburg erhalten, die auch „Almetalbahn“ genannt wurde.